# Luis Eduardo Suárez
Luis Eduardo Suárez (Adrogué, 15 de julio de 1938 - 20 de junio de 2005) fue un futbolista argentino. Fue jugador internacional con la selección argentina dos ocasiones en 1962. También jugó en los Estados Unidos para los New York Skyliners.

## Trayectoria

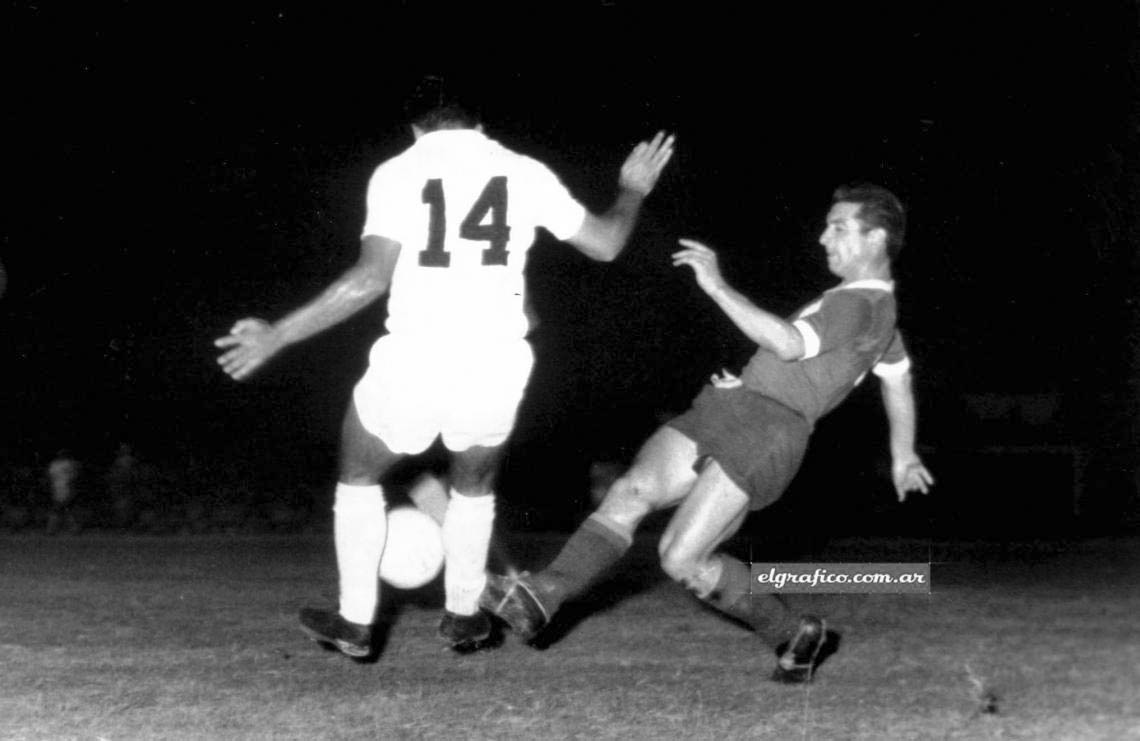
Luis Suárez en
Santos Vs. Independiente 1964

Luis Suárez nació en Adrogué y comenzó a jugar en el club Progreso de su ciudad natal. En 1954 llegó al Club Atlético Banfield, donde disputó 88 encuentros y convirtió 68 tantos. En 1961, tras destacadas actuaciones, pasó a Independiente.
En Avellaneda obtuvo el campeonato local de 1963 y fue bicampeón de la Copa Libertadores (1964 y 1965). En total, jugó 71 partidos y marcó 31 goles. Luego siguió su carrera siguió en Cerro (Uruguay) y Rangers (Chile).
El 15 de julio de 1964 cumplía 26 años y lo festejaba de una manera soñada. Ante ochenta mil personas, en el Maracaná, Luis Suárez pasó a la historia. Se inmortalizó para siempre. Cuando todo hacía parecer que el partido iba a finalizar igualado 2-2, ante el Santos, en ese entonces bicampeón de la Libertadores, allí apareció el delantero. A los 89 minutos, convirtió el agónico tanto que le dio a Independiente la inolvidable victoria en las semifinales del máximo torneo continental que ganó en 1964.
Integró el disuelto club norteamericano New York Skyliners en 1967.

## Estadísticas de carrera

### Internacional
| Selección Nacional  | Año  | Partidos | Goles |
| ------------------- | ---- | -------- | ----- |
| Selección Argentina | 1962 | 5        | 0     |

## Palmarés

### Clubes

#### Competiciones Nacionales
| Torneo                        | Club                        | País      | Año  |
| ----------------------------- | --------------------------- | --------- | ---- |
| Primera División de Argentina | Club Atlético Independiente | Argentina | 1963 |

#### Competencias internacionales
| Torneo                       | Club                        | País      | Año  |
| ---------------------------- | --------------------------- | --------- | ---- |
| Copa Libertadores de América | Club Atlético Independiente | Argentina | 1964 |
| Copa Libertadores de América | Club Atlético Independiente | Argentina | 1965 |